# José Santos Matos
José Santos Matos (Santana do Deserto, 30 de outubro de 1959) é um escritor brasileiro. 
Escreve livros para crianças e jovens, e já publicou cerca de 50 títulos. Foi finalista do Prêmio Jabuti da CBL por  três vezes e premiado em 2016 na categoria livro infantil.  Tem projetos realizados em parceria com prestigiados ilustradores como Alcy, Laurabeatriz, Guazzelli, Jô Oliveira, Maurício de Sousa e Eliardo França. Além de escritor, atua na área de educação através do Programa Internacional das Escolas que se Abraçam. . 

## Biografia
José Santos nasceu no dia 30 de outubro de 1959 em Santana do Deserto e passou sua juventude em Cataguases e Juiz de Fora .Cursou comunicação pela Universidade Federal de Juiz de Fora (UFJF). 
Aos 45 anos passou a se dedicar mais exclusivamente à escrita e desde então já publicou mais de 50 títulos. 
Já publicou livros com diversas editoras, incluindo a Melhoramentos, FTD, Saraiva, Global, Peirópolis, SESI-SP, entre outras.  Em 2017, participou em Portugal da Residência Literária de Óbidos, chancelada como Cidade Literária pela UNESCO. 
Atualmente é coordenador do projeto educacional Programa Internacional das Escolas que se Abraçam, que visa engajar as comunidades escolares em Brasil, Portugal, Moçambique, Angola e Guiné-Bissau.

## Livros publicados
- ABC quer brincar com você – Ilustrações de Alcy. Companhia Editora Nacional, 2005. ISBN 9788504008845
- Estrelas do Céu e do Mar (poesia) – ilustrações de Mariangela Haddad. Editora Paulus, 2005; Segunda Edição, 2007. [12]
- Rimas da Floresta (poesia) – ilustrações de Laurabeatriz. Editora Peirópolis, 2007. Selecionado para o PNBE – 2009 e PNLD 2010. [13] ISBN 9788575961100
- Memórias de brasileiros – Organizador, ilustrações de Taísa Borges. Editora Peirópolis, 2008. ISBN 9788575961452
- A Casa do Franquis Tem (poesia) – Coautoria de Jonas Worcman de Matos e ilustrações de Jotah. Editora FTD, 2008. [14]
- A volta ao mundo em 80 bichos – Companhia Editora Nacional, 2008. ISBN 9788504013368
- Maluquices musicais e outros poemas – Ilustrações de Eloar Guazzelli. Editora Peirópolis, 2009. ISBN 9788575961155
- Crianças do Brasil – Ilustrações de Cláudio Martins. Editora Peirópolis, 2010. ISBN 9788575961544
- Focinho de porco não é tomada – (poesia) – Ilustrações de Eliardo França. Editora Mary & Eliardo, 2012. Selecionado pelo PNBE 2012 - EJA. [15]
- Os meninos da congada – Organizador, fotografia de Maristela Colucci. Grão Editora, 2012. ISBN 9788563313164
- Histórias de combates, amores e aventuras do cavaleiro Palmeirim de Inglaterra (literatura de cordel) – Coautoria com Marco Haurélio e ilustrações de Jô Oliveira. Editora FTD, 2012. Selecionado para o catálogo brasileiro da Bologna Children’s Book Fair, 2013. [16] ISBN 9788532282781
- O bode e a onça (literatura de cordel) – Ilustrações de Jô Oliveira. Leya-Brasil, 2013. [17]
- Matintapereira – Ilustrações de Jô Oliveira. SESI-SP Editora, 2016. ISBN 9788582051177
- Show de Bola (poesia) – Coautoria com Jonas Worcman de Matos e ilustrações de Girotto. Editora FTD, edição digital, 2014. [18]
- Futebolíada – Ilustrações de Eloar Guazzelli. DSOP, 2014.  ISBN 9788582760338
- A divina jogada – Ilustrações de Eloar Guazzelli. Editora Nós, 2015. ISBN 9788569020028
- Vamos tocar o ABC – Ilustrações de Eloar Guazzelli. Global Editora, 2016. ISBN 9788526023017
- Uma escola em jogo (poesia/prosa) – Coautoria com Rogério Corrêa, ilustrações de Giovanni Pedroni. SESI-SP Editora, 2016. [19] ISBN 9788550400402
- Infâncias (poesia) – Coautoria com José Jorge Letria. Ilustrações de Cátia Vidinhas e Guazzelli. SESI-SP Editora, 2017. Selo Altamente Recomendável FNLIJ 2018 e Prêmio FNLIJ – Melhor Livro em Língua Portuguesa 2018. [20]
- Turma da Mônica: Uma viagem aos países de língua portuguesa (prosa) –  Ilustrações de Maurício de Sousa. Editora IMEPH, 2019. [21]
- Pequenas histórias sem fim (prosa) – Coautoria com Carlos Seabra, ilustrações de Marcelo Alonso. Cria Editora, 2019. [22] ISBN 9788565377676
- A misteriosa carta portuguesa – Coautoria com Alexandre Le Voci Sayad. Faria e Silva Editora, 2021. ISBN 9786589573265